# ヒューゴー・ベニオフ

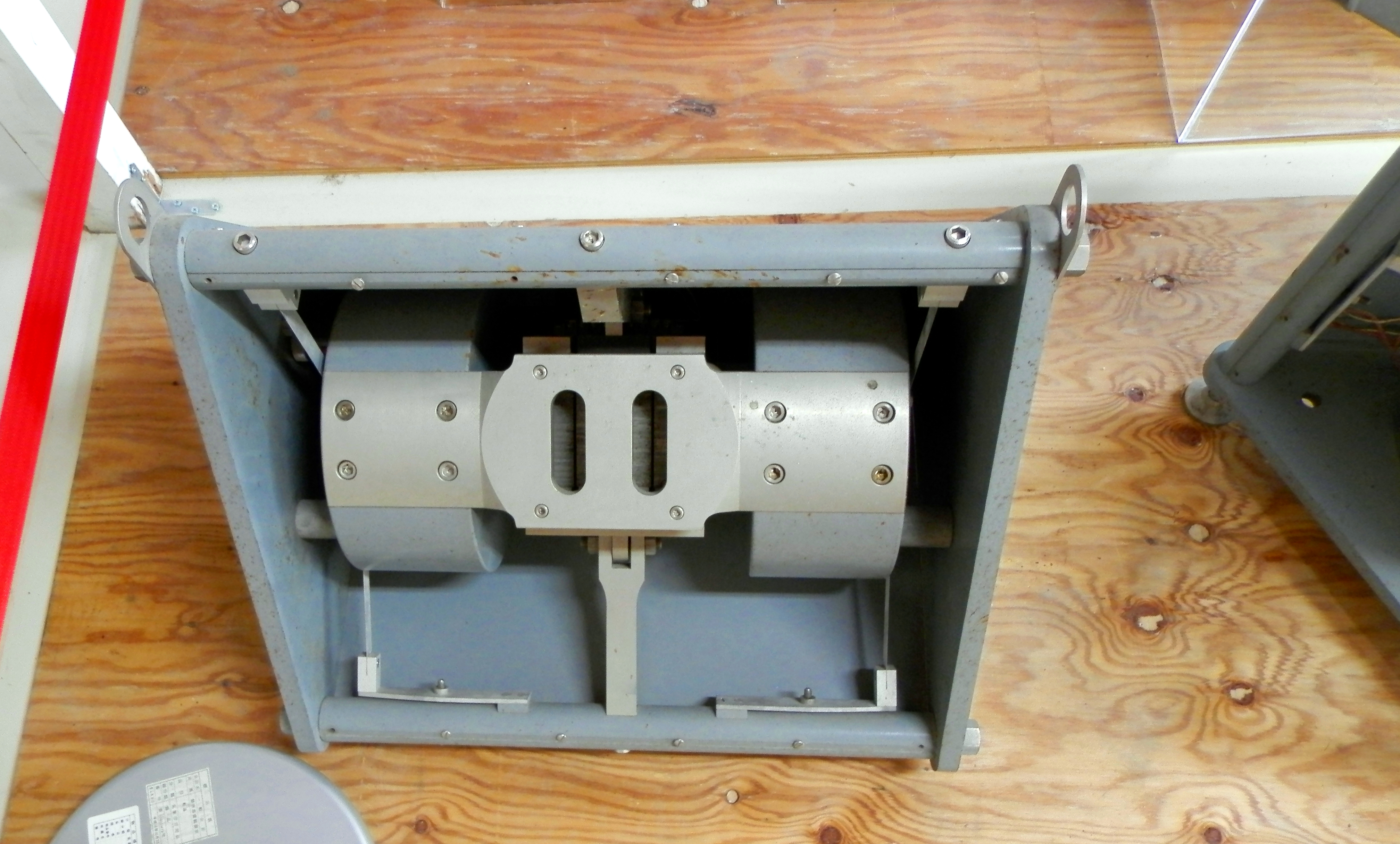
ベニオフが考案した短周期地震計。世界標準地震計として用いられた。

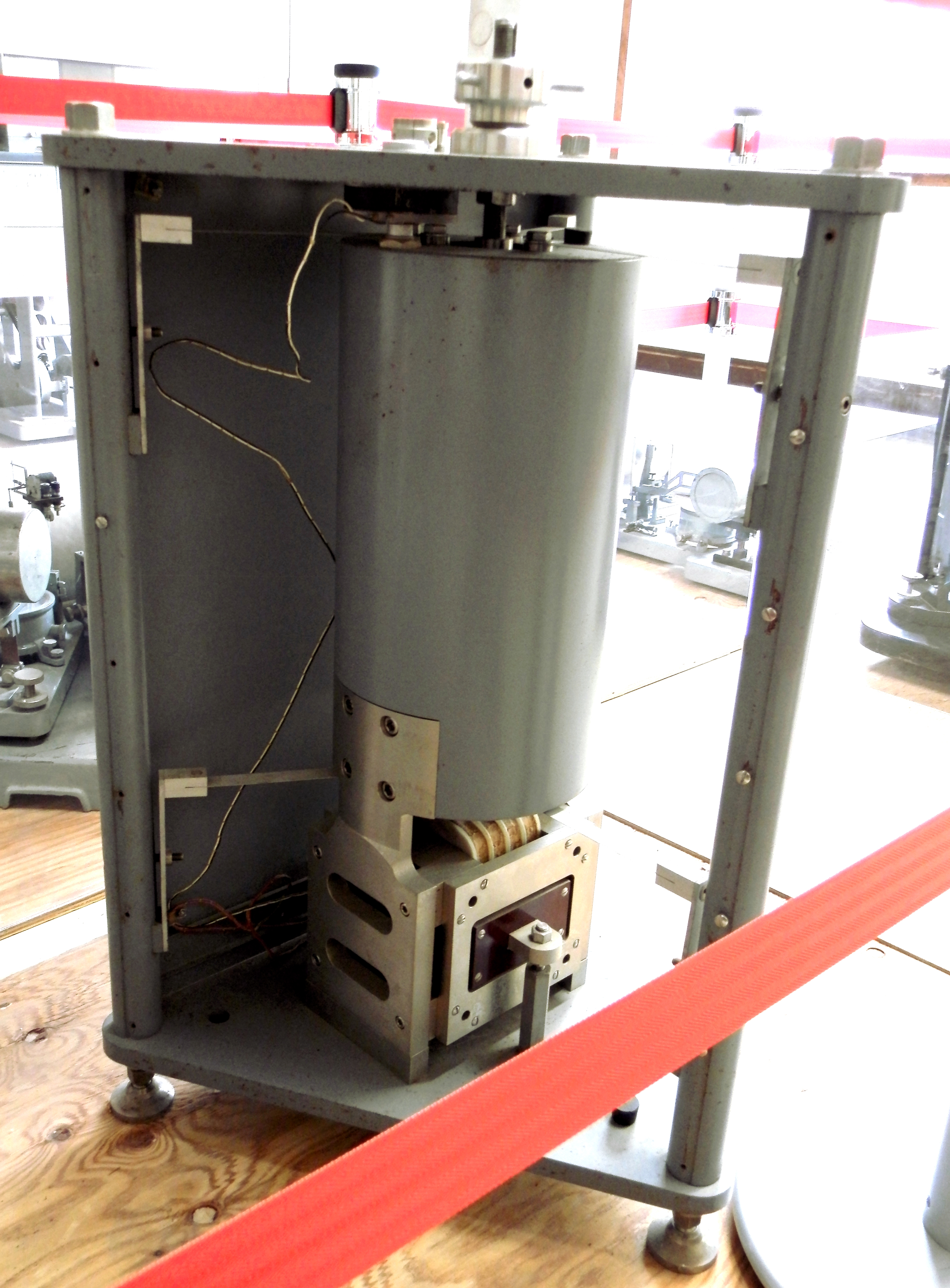
ベニオフ式短周期地震計（松代地震観測所の展示品）

ヒューゴー・ベニオフ（Hugo Benioff、1899年9月14日 - 1968年2月29日）は、アメリカ合衆国の地震学者。カリフォルニア工科大学教授。和達-ベニオフ帯の発見や、優れた地震計の開発で知られる。
1921年にポモナ大学を卒業後、初めは天文学者になろうと一時期ウィルソン山天文台で働いたが、天文学者が昼夜逆転の生活をしていることを知ると、すぐに地震学に乗り換えた。1924年に地震研究所に加わり、1935年にカリフォルニア工科大学から博士号を修得。
ベニオフは、地震器具の設計に非常に長けていた。彼が1932年に製作した超高倍率の電磁式地震計は、ベニオフ地震計と呼ばれる。地表の二点間の距離の変化を記録するベニオフ伸び計（ひずみ地震計）も同等に有名である。彼の晩年の成果の一つに、ベニオフ地震計の改良が挙げられる。
彼は沈み込み帯で海溝から離れるにつれて震源がより深くなっていることに気付き、この傾斜は沈み込んだプレートの場所を示していると考えた。現在、この深発地震の領域を同時期に発見した和達清夫の名と合わせて、和達-ベニオフ帯と呼ぶ。
1930年代初期から、ベニオフは電子楽器（特にピアノ・バイオリン・チェロ）の作製にも取り組んだ。20年以上もの間、ロザリン・テューレックとともにこれらの器具の発達に努めた。しかし、これらの楽器を完成させる前に、彼は死んだと思われる。